# Julio Pertuzé
Julio Alberto Pertuzé Salas (14 de noviembre de 1980) es un ingeniero civil, académico, investigador y político chileno, militante de la Unión Demócrata Independiente (UDI). Hasta marzo de 2022 ejerció como subsecretario de Economía y Empresas de Menor Tamaño, tras haber sido nombrado en el cargo por el presidente Sebastián Piñera el 3 de noviembre de 2020.
Anteriormente, se desempeñó como jefe de la Unidad de Economía del Futuro del Ministerio de Economía, Fomento y Turismo, además de ser asesor de los ministros del ramo José Ramón Valente, Juan Andrés Fontaine y Lucas Palacios.

## Biografía
Julio Pertuzé es ingeniero civil de industrias con diplomado en tecnologías de la información de la Pontificia Universidad Católica de Chile, posee una maestría en Tecnología y Políticas y es doctor en Sistemas de Ingeniería, ambos grados obtenidos en el MIT.
En 2004 fue presidente de la Federación de Estudiantes de la Universidad Católica de Chile por el Movimiento Gremial. Tras egresar en 2005, se desempeñó por dos años como encargado de Estudios y Proyectos en la Corporación de Educación y Salud de la municipalidad de Las Condes. Posteriormente, en paralelo a sus estudios de posgrado, se desempeñó entre 2007 y 2014 como asistente de investigación en el MIT.  
En 2013, Pertuzé se integró al Departamento de Ingeniería Industrial como profesor de la Pontificia Universidad Católica de Chile, a cargo de los cursos de Organización y Comportamiento de la Empresa y de Tópicos Avanzados en Gestión. Su labor de investigación se ha enfocado en la Gestión Estratégica, tópicos tales como Innovación, Transferencia Tecnológica, Colaboraciones y Alianzas, y las Políticas Públicas de Ciencia, Tecnología y Educación Superior, además del análisis de las prácticas de gestión de empresas multinacionales y cómo ellas colaboran con universidades y centros de investigación. Adicionalmente, ha participado como investigador en proyectos financiados por la NASA, incluyendo análisis de riesgos y hojas de ruta tecnológica para diseños avanzados de aviones.
En 2018, se integró al equipo del ministro José Ramón Valente a cargo de la Unidad de Economía del Futuro, mientras que en 2019 se sumó al consejo del Conicyt. En noviembre de 2020 fue nombrado por el presidente Sebastián Piñera como subsecretario de Economía y Empresas de Menor Tamaño.

## Gestión
Tras la irrupción de la crisis sanitaria en 2020, la demanda por herramientas de digitalización para pequeñas y medianas empresas se disparó en comparación al año anterior. De esta forma, a través de un reforzamiento de programas dependientes de la Subsecretaría de Economía y Empresas de Menor Tamaño se lograron realizar 248 mil instancias de digitalización en 2020, cifra que es 12 veces mayor a las realizadas en 2019.
Ante la irrupción de nuevas tecnologías por la crisis sanitaria del Covid-19, la autoridad mandató la creación de la Unidad de Futuro y Adopción Social de Tecnología (FAST), la que tiene como objetivo avanzar en la prospección y aplicación de nuevas tecnologías para la economía post-pandemia. También como parte del proceso de adopción tecnológica acelerado por la pandemia, fue el impulsor del primer sandbox en Inteligencia Artificial realizado en Chile, el que surgió con el objetivo de prospectar espacios de experimentación regulatoria en IA.
Junto al ministro de Economía, Lucas Palacios, fue uno de los articuladores de la implementación del denominado 'Bono Pyme', iniciativa de ley que benefició, hasta agosto de 2021, a 913 mil pequeñas y medianas empresas del país con la entrega de hasta 1,2 millones de pesos chilenos para potenciar la recuperación de la economía, siendo la mayor política de apoyo directo a micro, pequeñas y medianas empresas en la historia de Chile.
Como parte de los esfuerzos del Gobierno de Chile por fortalecer la transformación digital, durante su gestión se realizó la modernización del Registro de Empresas y Sociedades de Chile (RES), iniciativa que surgió con el envío de un proyecto de ley a fines de noviembre de 2020 y que fue despachado por el Congreso en julio de 2021. Esta ley permitió iniciar el proceso de perfeccionamiento del RES, también conocido como plataforma 'Tu Empresa En Un Día', con el objetivo de digitalizar trámites societarios que -en Chile- solo podían realizarse de forma analógica ante notarios, beneficiando a más de 600 mil empresas y sociedades del país.